# Marele restaurant

Afișul original al filmului

Marele restaurant (în franceză Le Grand Restaurant) este un film franțuzesc de comedie din anul 1966, regizat de Jacques Besnard. Rolurile principale sunt interpretate de Louis de Funès și Bernard Blier. Filmul este cunoscut sub următoarele titluri: "The Big Restaurant" (titlu internațional în limba engleză), "What’s Cooking in Paris" (SUA), "El gran restaurante" (Spania), "Das große Restaurant" (RDG), "Oscar hat die Hosen voll" (RFG), "Chi ha rubato il presidente?" (Italia).

## Rezumat
Domnul Septime (Louis de Funès) conduce cu o mână de fier renumitul restaurant „Chez Septime“, dorind ca acesta să fie templul parizian al gastronomiei franceze. Hotărât să-și trateze clientul ca pe un rege capricios, el nu ezită să-și sancționeze angajații la cea mai mică greșeală. Uneori, el se deghizează și intră incognito în restaurant pentru a verifica calitatea servirii.
Localul lui Septime este frecventat de mulți oameni importanți: aristocrați, miniștri, șefi ai poliției și chiar șefi de stat. Aflat la Paris într-o vizită oficială, președintele Novalès al unei țări din America de Sud insistă să ia masa la restaurantul lui Septime, solicitând ca bucătarul să-i pregătească cunoscuta „Pyramide à la Septime“, un fel de desert cu mai multe etaje. În momentul în care Septime aprinde un chibrit pentru a flamba desertul are loc o explozie, iar președintele dispare.
Comisarul divizionar de poliție îl suspectează pe Septime de complicitate cu răpitorii. Dar, după un interogatoriu la poliție, el este eliberat sub urmărirea poliției. Președintele Novalès avea o opoziție în străinătate, iar răpitorii sunt presupuși a face parte din organizația dizidenților. Dar opozanții nu au nimic de-a face cu răpirea, ei plănuind operațiunea de răpire cu câteva zile mai târziu. Pentru a investiga incidentul, ei încep să-l urmărească pe Septime.
Pentru a determina ca organizația opozantă să iasă la suprafață, comisarul divizionar elaborează un plan pe care-l prezintă ministrului. În acest plan, Septime este folosit ca momeală, el trebuind să ducă banii ceruți ca răscumpărare unor răpitori fictivi (care sunt de fapt polițiști). Patronului de restaurant i se cere să meargă cu mașina spre Munții Alpi, iar polițiștii (care se dau drept răpitori) îl urmăresc permanent cu mașini și elicoptere, ei sperând ca adevărații răpitori să se ia după Septime pentru a pune mâna pe bani. Lui Septime i se promite Legiunea de Onoare dacă va colabora cu poliția, fără a i se spune că cei care se dau drept răpitori sunt de fapt polițiști.
În cele din urmă, membrii organizației opozante sunt arestați de poliție. Totuși, Septime este răpit și dus la o proprietate privată. Aici el îl întâlnește pe președintele Novalès în grădină; acesta îi dezvăluie faptul că-și plănuise răpirea pentru a scăpa de stresul funcției pentru o perioadă de timp. El se lasă adus de Septime pentru ca acesta să fie considerat erou. Ziariștilor și polițiștilor li se spune că președintele a scăpat de răpitori. 
Filmul se termină cu o cină festivă la restaurantul lui Septimes, unde este adus același desert care atunci când este flamnbat explodează din nou, iar președintele dispare iarăși. Acesta iese însă răzând de sub masă.

## Distribuție
- Louis de Funès - dl. Septime, patronul unui mare restaurant parizian
- Bernard Blier - comisarul divizionar
- Folco Lulli - dl. Novalès, președintele sud-american
- Venantino Venantini - Enrique
- Maria-Rosa Rodriguez - Sophia, secretara președintelui Novalès
- Paul Préboist - somelierul restaurantului
- Noël Roquevert - ministrul
- Juan Ramirez - generalul
- Raoul Delfosse - Marcel, bucătarul șef
- Max Montavon - violonistul
- Roger Caccia - pianistul
- Jean Ozenne - șeful de sală, care repetă "Mon Dieu! Mon Dieu!"
- Pierre Tornade - al doilea șef de sală
- Guy Grosso - ospătar
- Michel Modo - Petit-Roger, un alt ospătar
- Maurice Risch - chelner
- Jacques Dynam - ospătar
- Paul Faivre - clientul pătat
- André Badin - un comesean de la masa ministrului
- Frédéric Santaya - un conspirator
- Eugène Dekker - complicele lui Novalès
- Marc Arian - comesean
- Roger Lumont - comesean
- Olivier de Funès - finul lui Marcel, bucătarul șef
- René Bouloc - ospătar
- Yves Elliot - șef de sală
- Henri Marteau - al doilea inspector de poliție
- Jacques Legras - agentul de poliție
- Yves Arcanel - Henri
- Albert Dagnant - un conspirator
- Bernard Dumaine - clientul mulțumit
- Pierre Roussel - ospătar
- Robert Dalban - un conspirator francez
- Robert Destain - baronul, client al restaurantului
- France Rumilly - baroana, clienta cu cățelul
- Jack Bérard - ușierul
- Adrien Cayla-Legrand - comesean
- Jean Droze - ospătar
- Rémy Julienne - cascador (necreditat)
- Henri-Jacques Huet
- René Berthier

## Despre film
- Marele restaurant a fost turnat în întregime în Franța, în următoarele locații: Paris, Versailles (din departamentul Yvelines), la Val d'Isère, precum și în diferite locuri din departamentul Savoia și regiunea Rhône-Alpes.
- O scenă antologică din film este prezentarea rețetei sufleului cu cartofi. La restaurant, comisarul divizionar (Bernard Blier), așezat la masă cu colegul său italian, commandatore Riganti, și cu cel german, Dr. Müller, îl roagă pe Septime să-i explice lui Müller rețeta lui de sufleu cu cartofi. Supunându-se cererii, Septime, cu complicitatea unor umbre chinezești care se suprapun pe fața lui, ia mimica și vocea lui Adolf Hitler în ochii înspăimântați ai polițistului de peste Rin.

## Vezi și
- Aripioară sau picior?
- Listă de filme străine până în 1989